# 沈祖棻
沈祖棻（1909年1月29日—1977年6月27日），字子苾，別號紫曼，筆名絳燕、蘇珂，祖籍浙江海鹽，生於江蘇蘇州，中国詞人、詩人、文學家。

## 生平
1909生於蘇州大石頭巷書香之家。
1931年入国立中央大学（南京大學）文學院中國文學系，1934年畢業。
1934年入金陵大學國學特別研究班，1936年畢業。
1937年9月1日與程千帆結縭於安徽屯溪。
曆主金陵大學、華西大學、江蘇師範學院、南京師範學院、武漢大學講席。
1977年因车祸去世。

## 家庭
沈祖棻與國學大師程千帆為“四十年患難夫妻”。二人生活情形，如沈祖棻所述：“道德相勖勉，學問相切磋，夜分人靜，燈下把卷，一文之會心，一字之推敲”。

## 书目

### 著作
- 《微波辞》
- 《涉江词稿》
- 《涉江诗稿》
- 《宋词赏析》
- 《唐人七绝诗浅释》
- 《古诗今选》 （与程千帆合作）

以及短篇小说、新诗、散文、杂着，百数十篇。

### 有关书目
- 《沈祖棻创作选集》 (舒芜)
- 《北斗七星――沈祖棻的文学生涯》(章子仲)